# Eva Boto

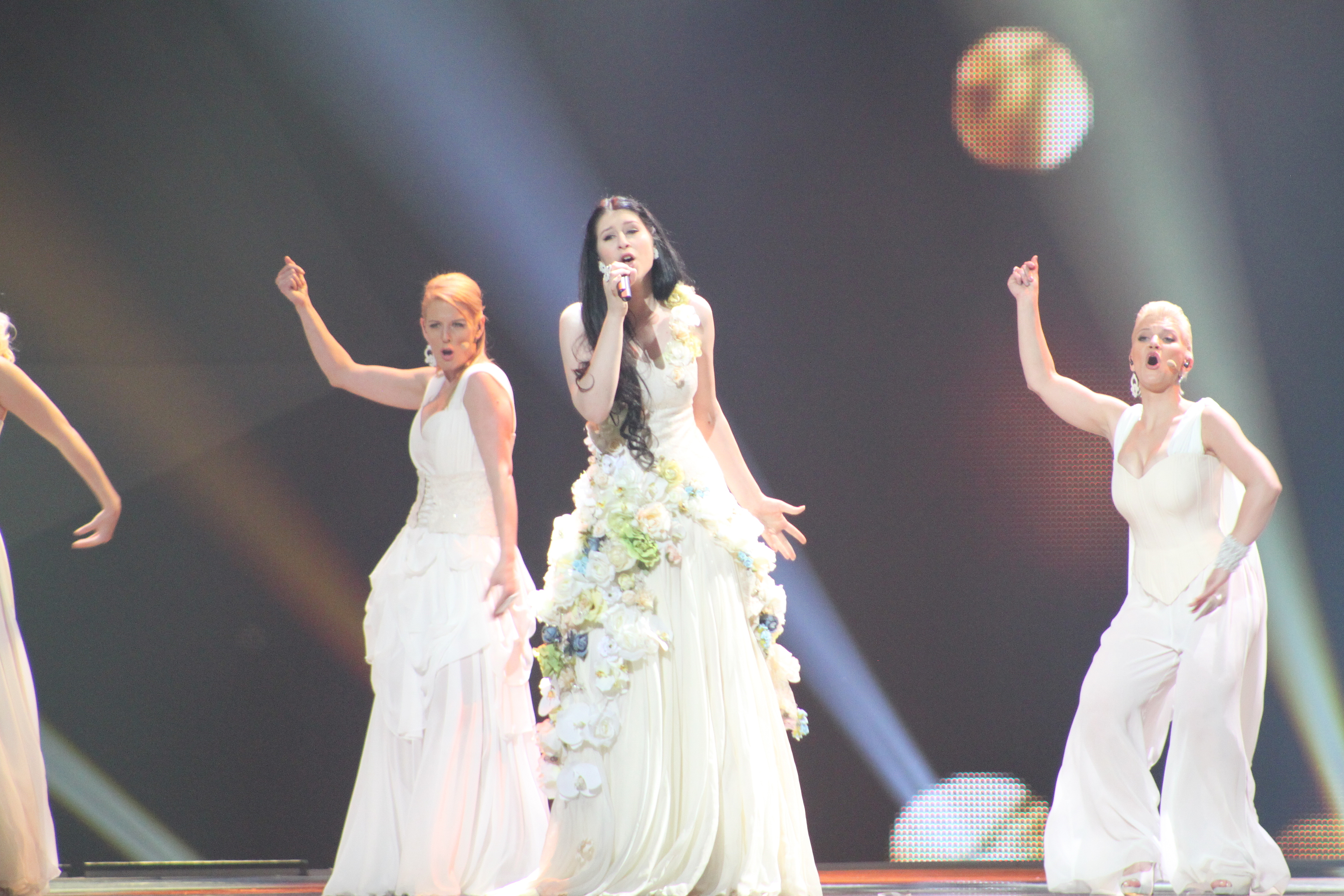
Eva Boto no Festival Eurovisão da Canção 2012

Eva Boto (Dravograd, Eslovénia, 1 de dezembro de 1995) é uma cantora que representou a Eslovénia no Festival Eurovisão da Canção 2012, em Baku, Azerbaijão, com "Verjamem". Ela não se classificou na segunda semi-final para a final, terminando em 17º lugar de 18 participantes.